# Protichneumon rufocinctus
Protichneumon rufocinctus là một loài tò vò trong họ Ichneumonidae.